# Alfred Bessette

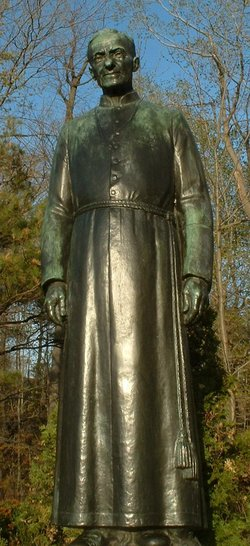
Estátua do Irmão André, do lado de fora do Oratório de São José, em Montreal.

Irmão André (em francês: Frère André, batizado como Alfred Bessette) (9 de Agosto de 1845 – 6 de Janeiro de 1937) foi um religioso canadense, ao qual são creditados milhares de supostas curas milagrosas.

## Infância e juventude
Bessette nasceu em Saint-Grégoire-le-Grand-de-Monnoir, atual Saint-Grégoire d'Iberville, Quebec, uma pequena cidade situada 40 quilômetros a leste de Montreal. Sua família era de classe média trabalhadora — seu pai era serralheiro e sua mãe cuidava da educação de suas dez crianças. Alfred ficou órfão aos doze anos de idade, depois disso tentou trabalhar em vários tipo de comércio diferentes, mas nenhum provou ser promissor para o seu futuro.
Quando Alfred completou vinte anos de idade, ele se juntou a muitos canadenses que estavam emigrando para os Estados Unidos para trabalhar nos moinhos da Nova Inglaterra. Quando, em 1867, a nova Confederação Canadense foi formada, ele retornou ao seu país de origem.
A ele foi dada a tarefa de porteiro do Colégio Notre Dame em Côte-des-Neiges, Québec. Ele cumpriu essa função por uns 40 anos e, ao mesmo tempo, fez inúmeros trabalhos ímpares para a comunidade.

## Chamado à devoção
O pároco de sua comunidade, Fr. André Provençal, percebendo a devoção e generosidade do jovem, decidiu apresentar Alfred à Congregação de Santa Cruz em Montreal. Apesar de sua saúde frágil e escolaridade limitada, em 1870, Alfred foi aceito e passou a ser conhecido como Irmão André.
Sua grande confiança em São José o inspirou a recomendar essa devoção a todos aqueles que eram afligidos de várias maneiras diferentes. Muitos clamaram que foram curados a que as curas eram graças às suas orações que haviam sido ouvidas. Para honrar a São José, em 1904, Irmão André começou a construção de uma pequena capela ao lado do Monte Royal, de frente para o colégio.
A reputação do Irmão André cresceu e rapidamente ele ficou conhecido como o milagreiro do monte Royal. Ele teve que enfrentar os ataques e as críticas de numerosos adversários. Entretanto, o apoio diocesano e a constatação de curas sem explicação aparente fizeram dele um objeto de aclamação popular.
Em 1924 a construção do Oratório de São José começou na face da montanha, próxima à capela de São José. A fundação daquela que seria a maior igreja do mundo fora de Roma fez com apoiadores do Irmão André surgissem ao redor do mundo.

## Morte e beatificação
Quando ele morreu, um milhão de pessoas seguiram o seu caixão em funeral. Seu coração é preservado numa relíquia dentro do oratório. Ele foi roubado em março de 1973, mas recuperado em dezembro de 1974. Ele foi beatificado pelo Papa João Paulo II em 23 de maio de 1982.

## Canonização
Foi canonizado em 17 de outubro de 2010 pelo Papa Bento XVI. Cinco outros religiosos (Stanisław Kazimierczyk, Giulia Salzano, Cándida María de Jesús, Mary MacKillop, Camilla Battista da Varano) foram canonizados na mesma ocasião.
Em 30 de outubro de 2010, uma missa em honra à sua canonização ocorreu no Estádio Olímpico de Montreal com a presença de 50 000 pessoas. Estiveram presentes o primeiro-ministro canadense Stephen Harper, do primeiro-ministro do Quebec, Jean Charest, do prefeito de Montreal, Gérald Tremblay, bispos do Canadá, Estados Unidos, Haiti, entre outros países. A missa foi celebrada pelo cardeal Jean-Claude Turcotte.